# Antônio Carlos de Mariz e Barros
Antônio Carlos de Mariz e Barros (Rio de Janeiro, 7 de março de 1835 — 28 de março de 1866) foi um militar brasileiro, combatente na Campanha do Uruguai e na Guerra do Paraguai. Filho do chefe de esquadra Joaquim José Inácio de Barros e de sua esposa, Maria José de Mariz Sarmento. Estudou na Academia da Marinha do Brasil, ingressando nesta instituição logo depois, tendo atingido a patente de primeiro-tenente. 
Mariz e Barros comandou interinamente o iate Paraibano, e efetivamente a canhoneira Campista e as corvetas Belmonte, Recife, e o encouraçado Tamandaré, ganhando destaque no campo de batalha durante a Campanha do Uruguai, onde realizou uma incursão bem-sucedida em Paysandú e outra contra o forte Sebastopol. Foi condecorado com a Ordem da Rosa após acompanhar o imperador D. Pedro II em sua viagem ao Norte e a Legião de Honra pelo salvamento de uma barca francesa que estava prestes a naufragar sobre as pedras da Fortaleza da Lage.
Mariz e Barros morreu à 1 da manhã de 28 de março de 1866, durante a Guerra do Paraguai. Sua morte ocorreu em consequência dos ferimentos resultantes da explosão provocada por um dos projéteis de canhão disparados pelo forte de Itapiru que atingiu a casamata do encouraçado Tamandaré. Antes de morrer, sofreu uma amputação durante a qual teria fumado um charuto. Em sua homenagem, no dia 16 de novembro de 1874, a Câmara Municipal do Rio de Janeiro trocou a denominação da Rua Nova do Imperador, no bairro da Tijuca, para Rua Mariz e Barros. A corveta Mariz e Barros também foi nomeada em sua homenagem, além de dois contratorpedeiros. 

## Biografia

### Primeiros anos
Mariz e Barros nasceu em 7 de março de 1835, na rua da Imperatriz, na cidade do Rio de Janeiro. Filho do chefe de esquadra, Joaquim José Inácio de Barros, e de sua esposa, Maria José de Mariz Sarmento, viscondes de Inhaúma, estudou inicialmente nos colégios dos Srs. Alphonse de Morcenq, Antônio Maria Barker, Francisco José Borges e também no Colégio de São Pedro de Alcântara, todos nas imediações da Rua da Imperatriz, local onde nasceu, no centro da cidade do Rio. Após isso, seguindo o exemplo paterno, entrou para a Academia de Marinha e assentou praça de aspirante aos 14 de junho de 1849. Foi promovido a guarda-marinha em 16 de novembro de 1852; segundo-tenente em 31 de março de 1855 e primeiro-tenente em 2 de dezembro de 1857. Durante o período como aspirante, foi elogiado algumas vezes pela sua pela atividade e intrepidez durante ocasiões de perigo. Seu primeiro comando foi no iate Paraibano, atuando como capitão interino, e efetivamente a canhoneira Campista e as corvetas Belmonte, Recife, e o encouraçado Tamandaré.

### Serviço ativo

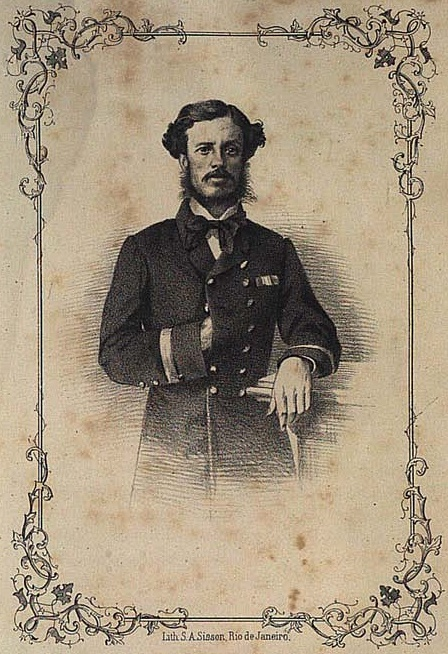
Antônio Carlos de Mariz e Barros em 1866 (S. A. Sisson).

Enquanto comandava uma divisão naval e a corveta Belmonte, Mariz e Barros escoltou o imperador D. Pedro II em sua viagem ao Nordeste e foi condecorado com o hábito da Ordem da Rosa. Foi condecorado, também, com a cruz de cavaleiro da Legião de Honra pelo salvamento de uma barca francesa que estava prestes a naufragar sobre as pedras da Fortaleza da Lage.
Com o início da Campanha do Uruguai, Mariz e Barros foi designado para a frente de batalha, ganhando notoriedade ao fazer uma incursão bem-sucedida na praça-forte de Paysandú. Durante esta ofensiva, forneceu defesa, sob ordens de Tamandaré, a Boa Vista. Ele também recebeu o suporte de um destacamento de cem do Primeiro Batalhão de Infantaria, comandado pelo Tenente Eduardo Emiliano da Fonseca, montando uma ofensiva novamente bem-sucedida com o alvo sendo o forte Sebastopol. Fato marcante de sua vida, foi o risco que correu quando se lançou ao mar inteiramente vestido, para salvar uma escrava que se afogava na praia da Itapuca. Casou em 1855 com Raquel Sofia Teixeira, filha de Casimiro Manuel Teixeira e Justina Ifigênia, e tiveram três filhos.
Em 25 de março de 1866, parte da esquadra imperial foi dedicada para o combate ao forte de Itapiru. No calor do combate, os paraguaios trouxeram uma chata bem próxima ao vapor Apa. A chata disparou tão logo quanto havia chegado ao ponto de disparo, marcando muitos acertos sobre o navio brasileiro. Um dos projéteis causou severos danos ao navio. O combate perdurou por duas horas, porém a mando do Almirante, o encouraçado Tamandaré, comandado por Mariz e Barros, e o Henrique Dias foram enviados em auxílio do vapor brasileiro com ordens de capturar ou destruir a chata paraguaia e, caso esta tentasse defender o forte, destruí-lo também. Tão logo que chegaram ao local, os dois navios brasileiros pararam o mais perto possível da praia em que a chata estava encalhada e liberaram seus escaleres, se preparando para a abordagem. Após isso, o Tamandaré rumou para o forte que há pouco começara a concentrar fogo no referido encouraçado, mas que interrompeu rapidamente a salva.
Após um curto período de disparos contra o forte, o encouraçado retornou para perto da chata paraguaia, ordenando que a força em terra iniciasse a abordagem a embarcação. Porém, os paraguaios estavam preparados para a ofensiva, disparando fogo pesado contra os escaleres brasileiros. O Tamandaré e Henrique Dias responderam com equivalência, iniciando uma salva aterradora de metralhadoras contra os paraguaios. Isso os forçou a entrarem em valas previamente cavadas ou a simplesmente se atirarem ao chão.

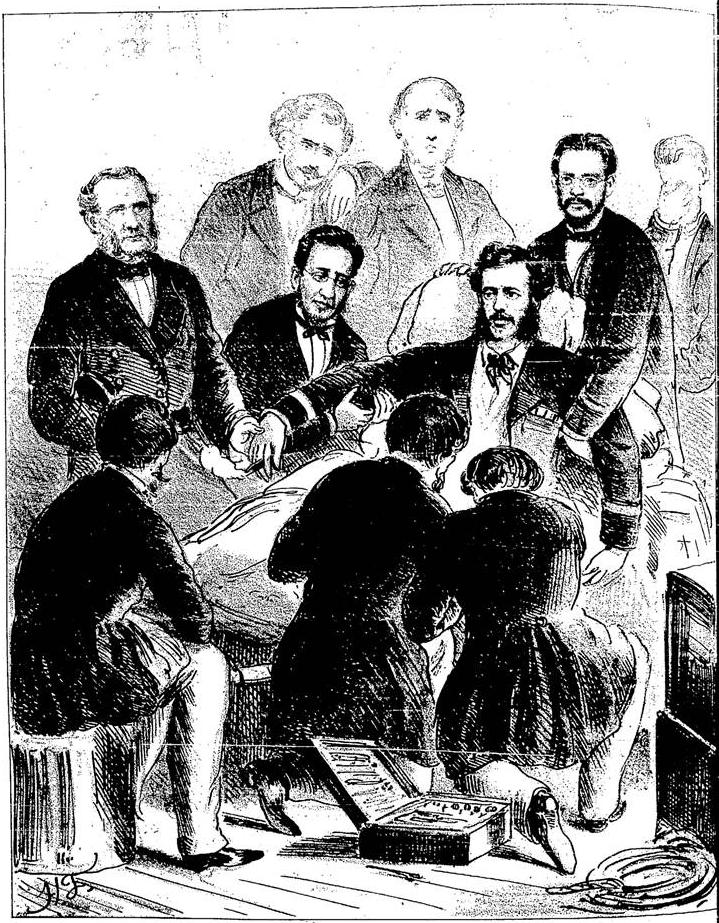
Últimos momentos do primeiro-tenente Antônio Carlos de Mariz e Barros, comandante do Encouraçado Tamandaré.

Das 10h da manhã até às 16h da tarde, o Tamandaré disparava alternadamente no forte e nos paraguaios nas praias, porém, sem grandes danos à embarcação ou baixas na tripulação brasileira. Porém, quando o encouraçado retornava para seu lugar na linha de batalha, um tiro certeiro do forte atingiu uma das correntes que protegia a portinhola, penetrando na casamata, causando estragos na embarcação. 34 homens foram feridos ou mortos na explosão resultante do disparo, dentro os quais podem ser citados: Imediato do navio, 1.º Tenente Vassimon, o Comissário Acioli, Escrivão Alboim e dez praças; o Comandante Mariz e Barros, o 1.º Tenente Silveira e quatro marinheiros; os 2.ºˢ Tenentes José Vitor de Lamare e Dionísio Manhães Barreto.
Segundo relatos, Mariz e Barros teve "separada a perna esquerda da coxa pela articulação, distendidos e rotos todos os tendões e nervos e presos aos tecidos os fragmentos ósseos dos côndilos do fêmur." Outro relato diz que, após ser atingido e verificar que a perna ainda estava "inutilmente" presa ao corpo, arrancou-a com as próprias mãos como quem apenas descalçava a bota. Esses ferimentos levaram a uma amputação de sua perna durante a qual fumava um charuto sem dar quaisquer sinais de dor ou gemidos, após recusar clorofórmio. À meia-noite desse dia, teve a convicção de que morreria, então recordou sua terra natal, sua esposa e filhos, e mandou pelo médico que lhe assistia o recado a seu pai: que ele "soube sempre honrar seu nome". Morreu à 1 da manhã do dia 28 de março de 1866 aos 31 anos, com Dionísio Manhães Barreto assumindo o comando da embarcação.

### Homenagens posteriores à sua morte
Na sessão de 16 de novembro de 1874, a Câmara Municipal do Rio de Janeiro, em memória de um dos mais distintos oficiais da armada imperial, considerado herói da Guerra do Paraguai, trocou a denominação da Rua Nova do Imperador, no bairro da Tijuca, para Rua Mariz e Barros. A corveta Mariz e Barros também foi nomeada em sua homenagem, além de dois contratorpedeiros.